# ۵ سپتامبر (فیلم)
۵ سپتامبر (انگلیسی: September 5) یک فیلم درام تاریخی محصول ۲۰۲۴ به نویسندگی و کارگردانی مشترک تیم فهلبائوم و با بازی پیتر سارسگارد، جان ماگارو، بن چاپلین و لیونی بنش است. این فیلم کشتار المپیک مونیخ از دیدگاه کارمند ای‌بی‌سی اسپورتز و پوشش آن‌ها از رویدادها را بازگو می‌کند.
۵ سپتامبر نخستین نمایش جهانی خود را در هشتاد و یکمین جشنواره بین‌المللی فیلم ونیز در ۲۹ اوت ۲۰۲۴ داشت و در ۱۳ دسامبر ۲۰۲۴ توسط پارامونت پیکچرز و ریپابلیک پیکچرز در سینماهای منتخب ایالات متحده اکران شد. سپس در ۱۷ ژانویهٔ ۲۰۲۵ پخش گسترده فیلم آغاز خواهد شد.

## بازیگران
- پیتر سارسگارد
- جان ماگارو
- بن چاپلین
- لیونی بنش
- زین‌الدین سوآلم
- کوری جانسون
- جورجینا ریچ
- بنجامین واکر در نقش پیتر جنینگز
- رونی هرمان در نقش دیوید برگر